# Вайшванара
Вайшванара — эпитет Агни, персонажа Ригведы (по числу упоминаний в ней он уступает лишь Индре — главному божеству (дэва) ведийского пантеона).
В йоге Патанджали под ним подразумевается «функция Агни (Огня), связанная с пищеварением» — «желудочный огнь».
В буддизме может рассматриваться как один из идамов (божеств для визуализации) согласно тантре \см., напр., Бардо тёдол — Тибетскую книгу мертвых\.
Как персонаж встречается в палийском сборнике джатак (см. Палийский буддийский канон) и в сборнике джатак раннего средневековья, написанном на санскрите и отличающемся значительными художественными достоинствами — «Джатакамала» \Гирлянда джатак (опубликована по-русски в 1962, переведена акад. А. П. Баранниковым и О. Ф. Волковой). В джатаках Вайшнавара — как и другие индийские божества оказывается неизменно уступающим по своим моральным качествам Бодхисаттве (будущему Будде Сиддхартхе Гаутаме Шакьямуни).